# Église Saint-Sauveur de Plancoët
Pour les articles homonymes, voir église Saint-Sauveur.
L'église Saint-Sauveur est située sur la commune de Plancoët, dans les Côtes-d'Armor en France.

## Localisation
L'église est située sur la commune de Plancoët dans le département des Côtes-d'Armor, dans la région Bretagne.

## Description
L'église est l'œuvre de l'architecte Franjeut. La nef comporte seize piliers. Les fonts baptismaux datent du XIIe siècle. La chaire, œuvre du sculpteur Eugène Ollivier, date de 1902 (les colonnes sont en marbre).

## Historique
La première pierre de l'église est posée le 25 octobre 1885. Celle-ci est consacrée le 11 juin 1893.

## Galerie

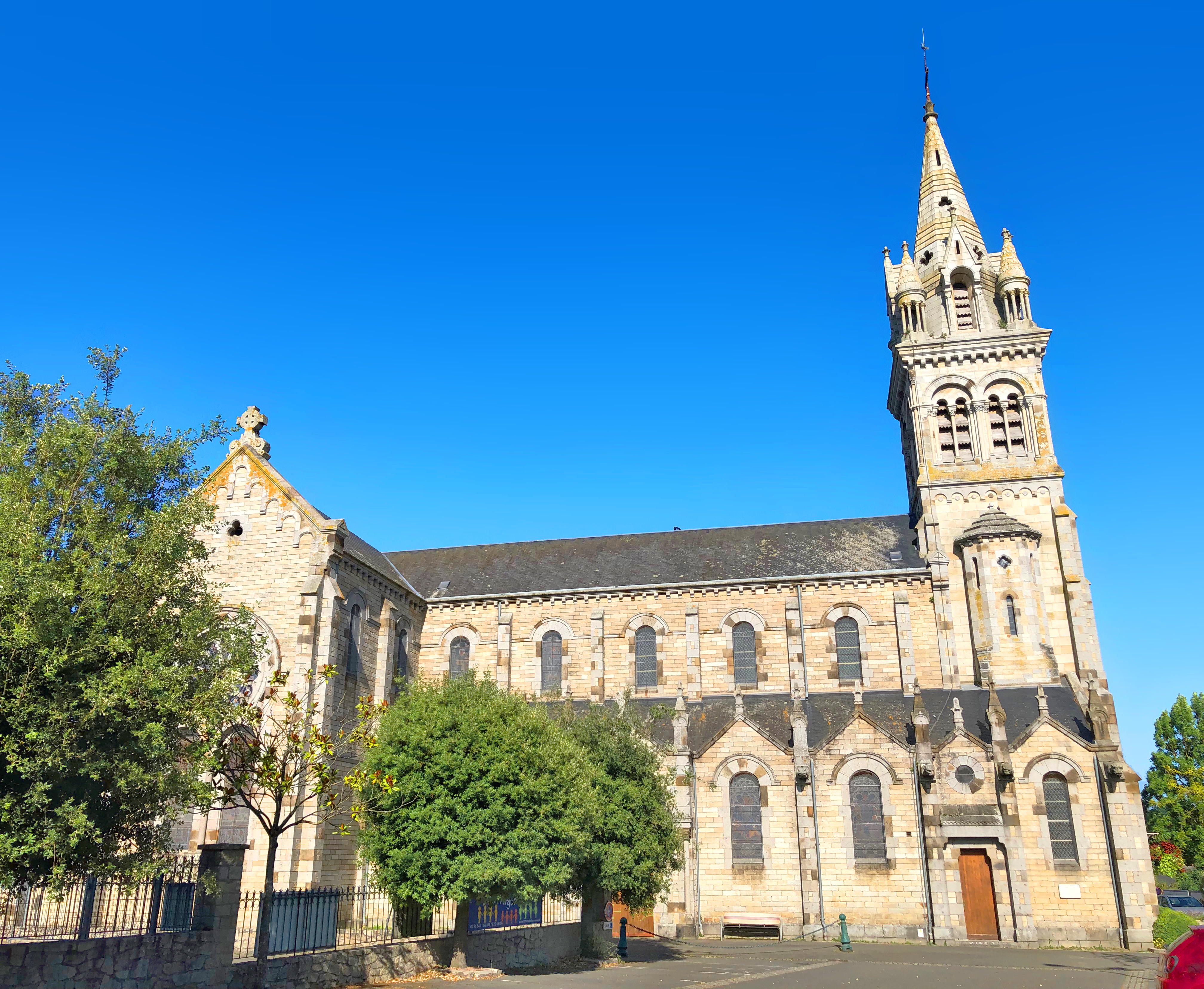
Côté ouest de l'église.
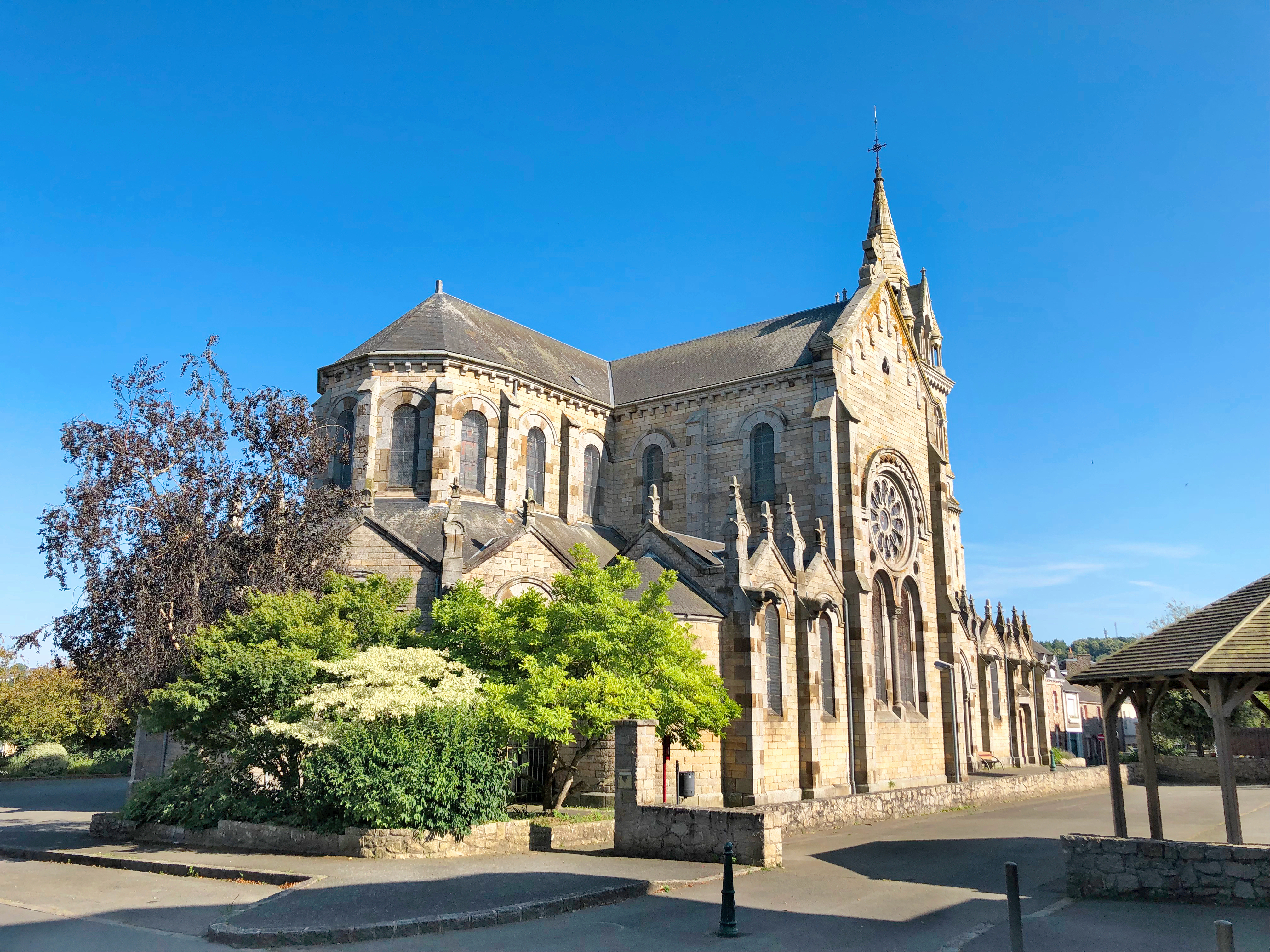
Le chevet et le transept.
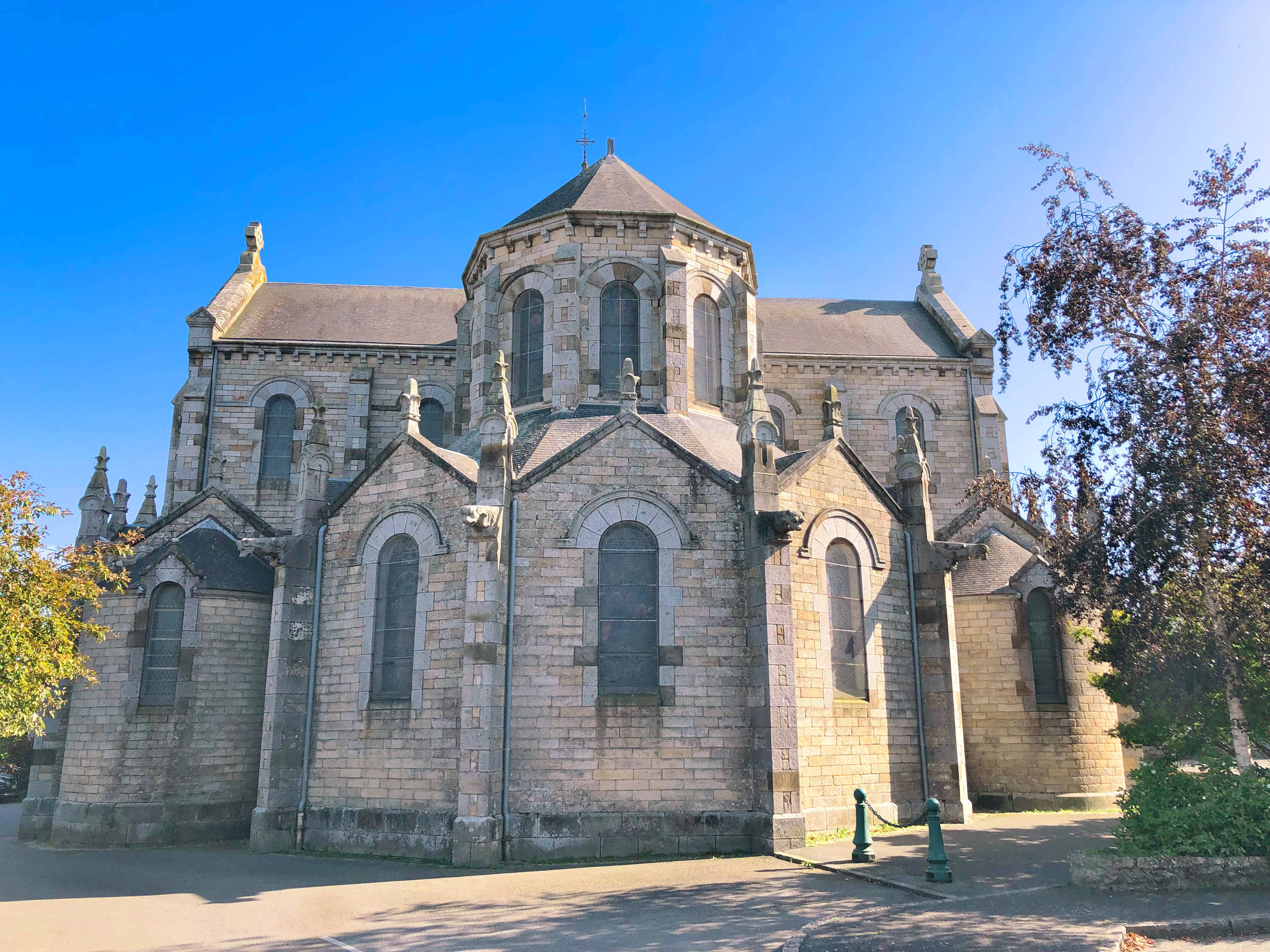
Le chevet.
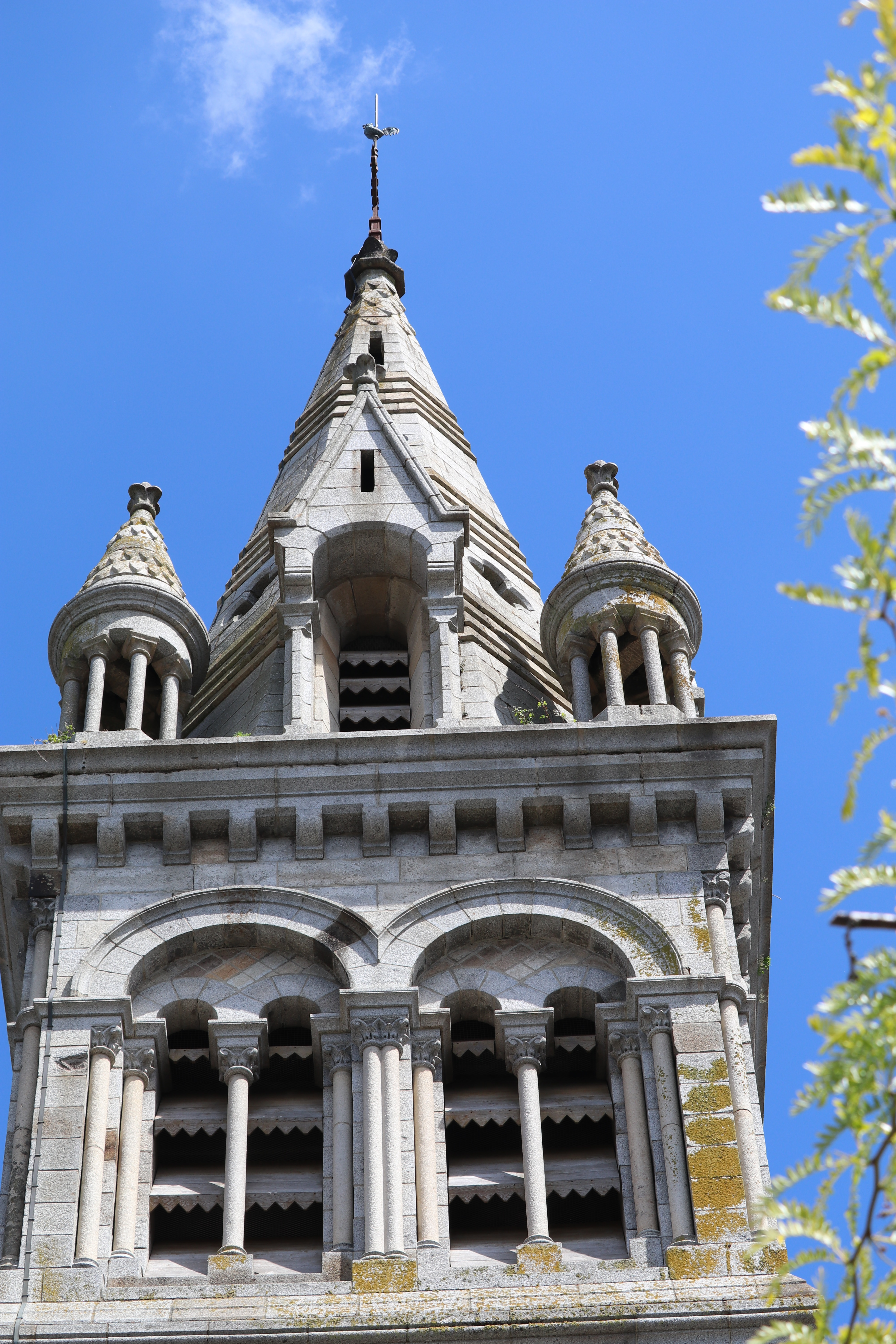
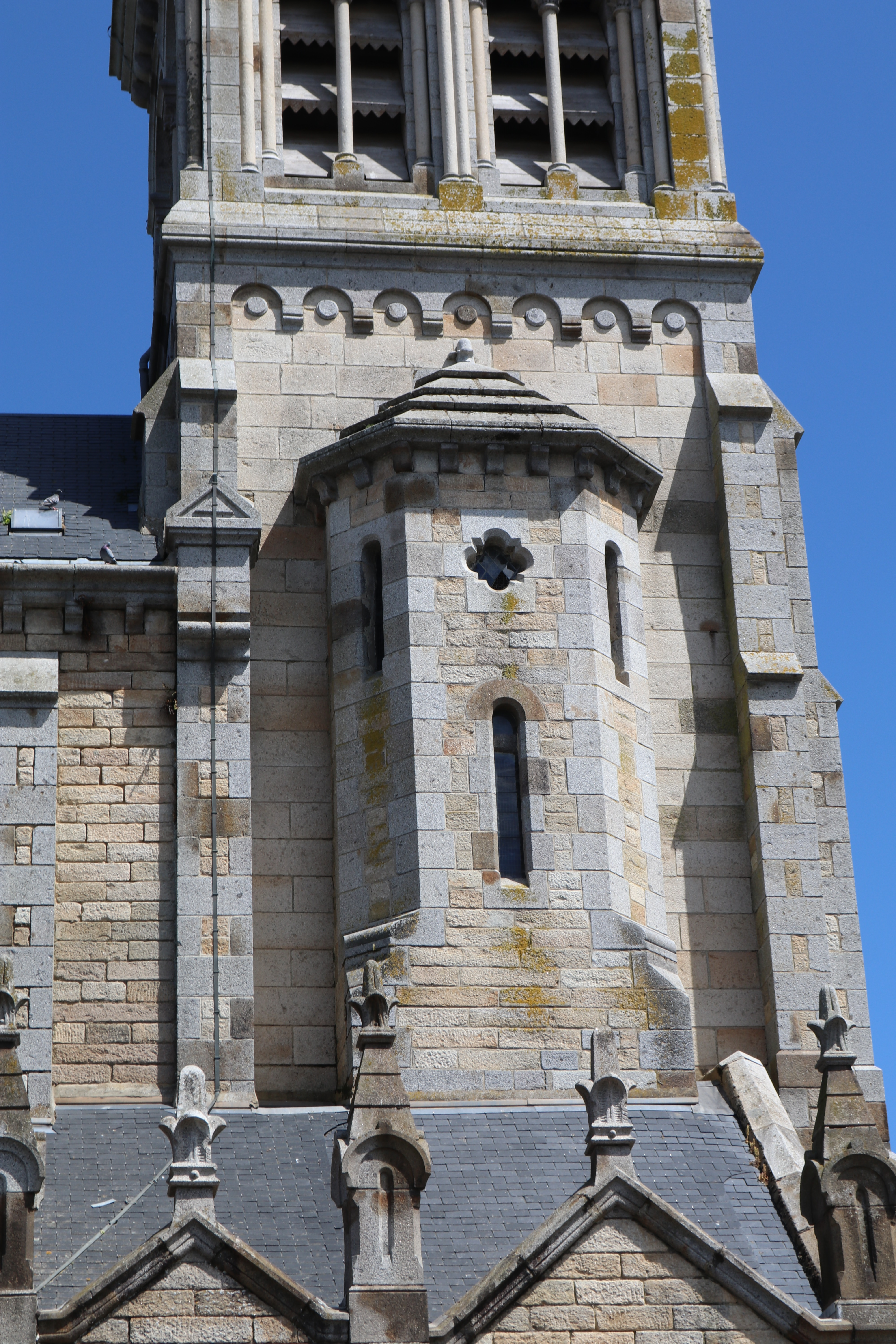
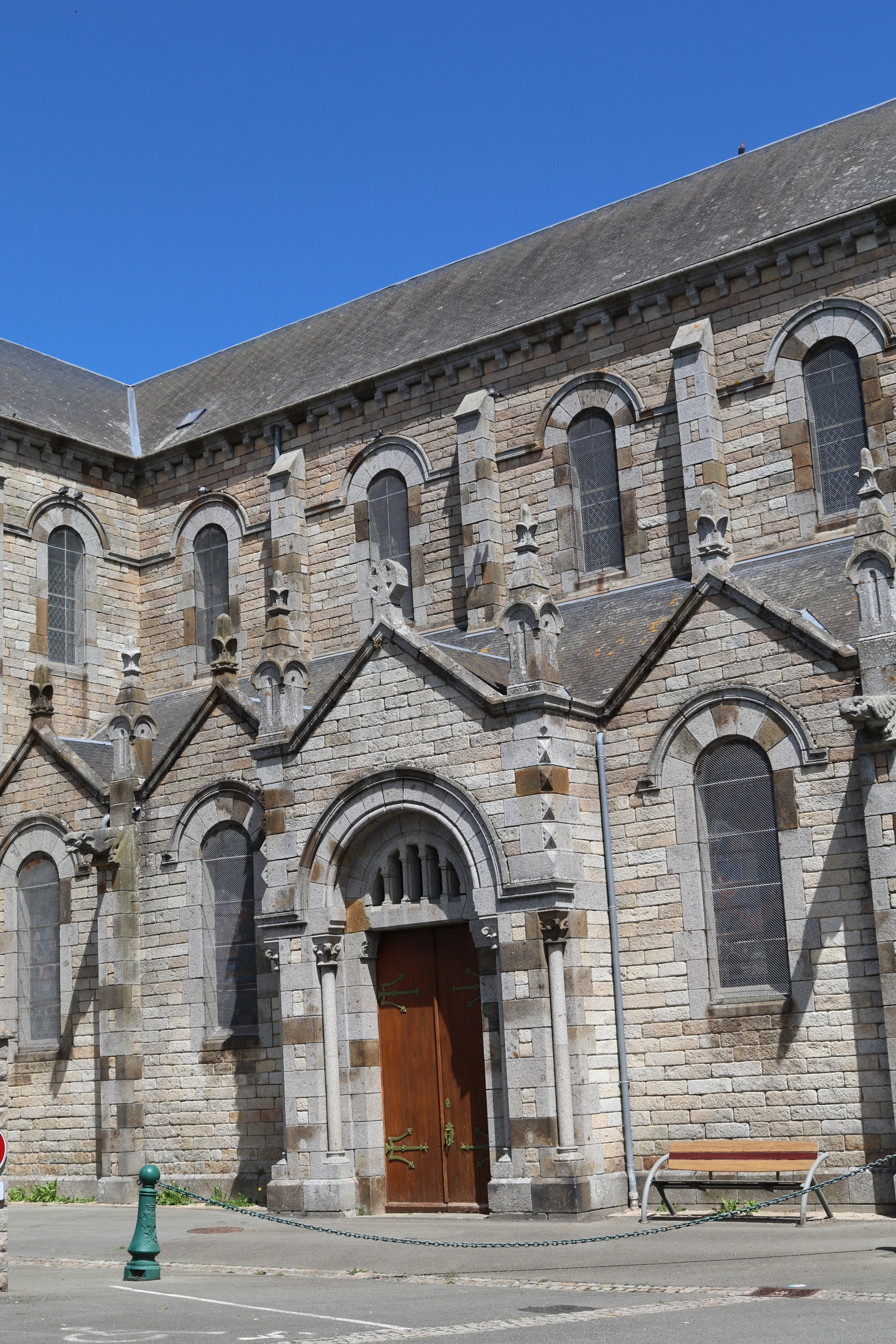
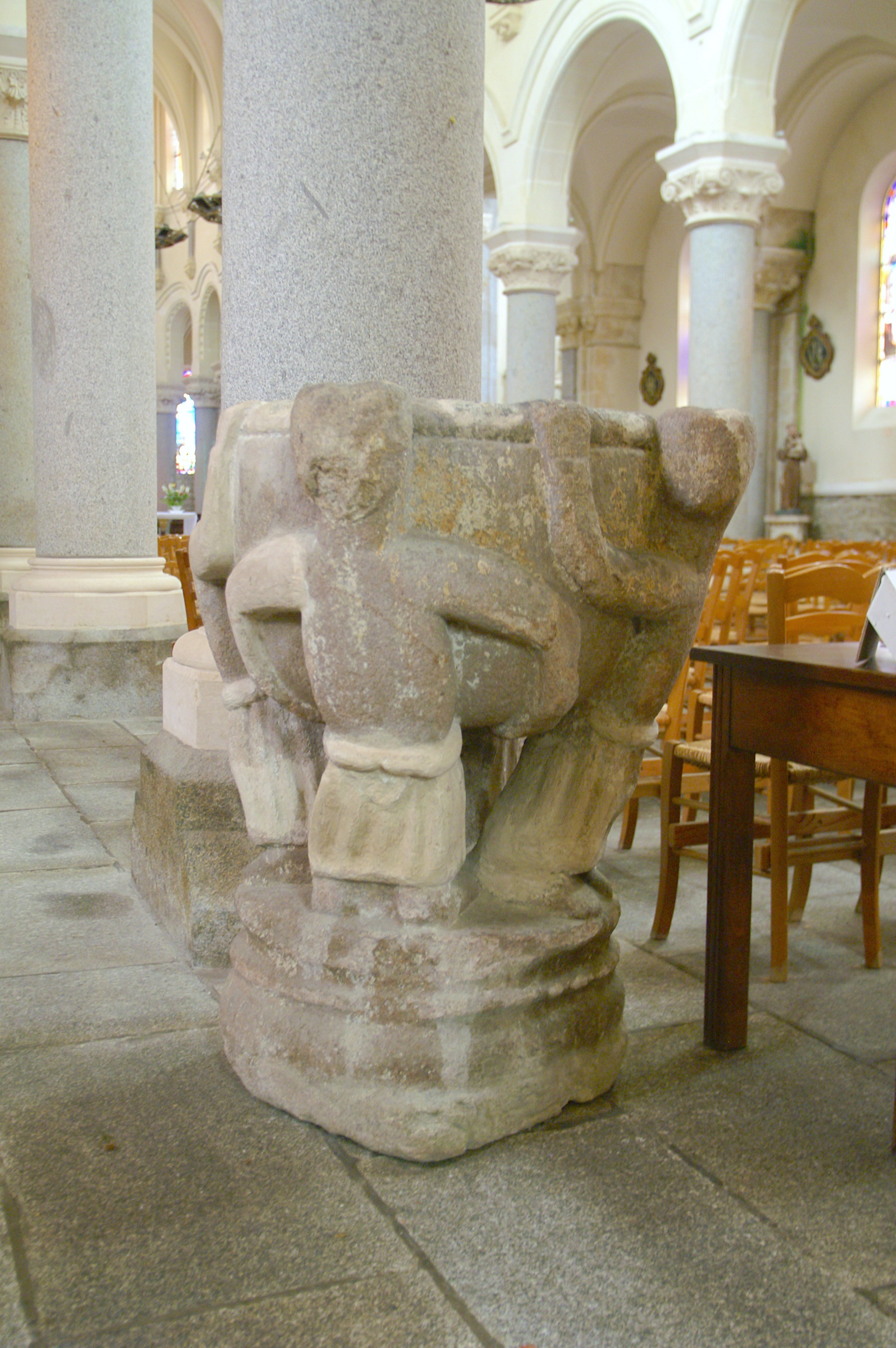
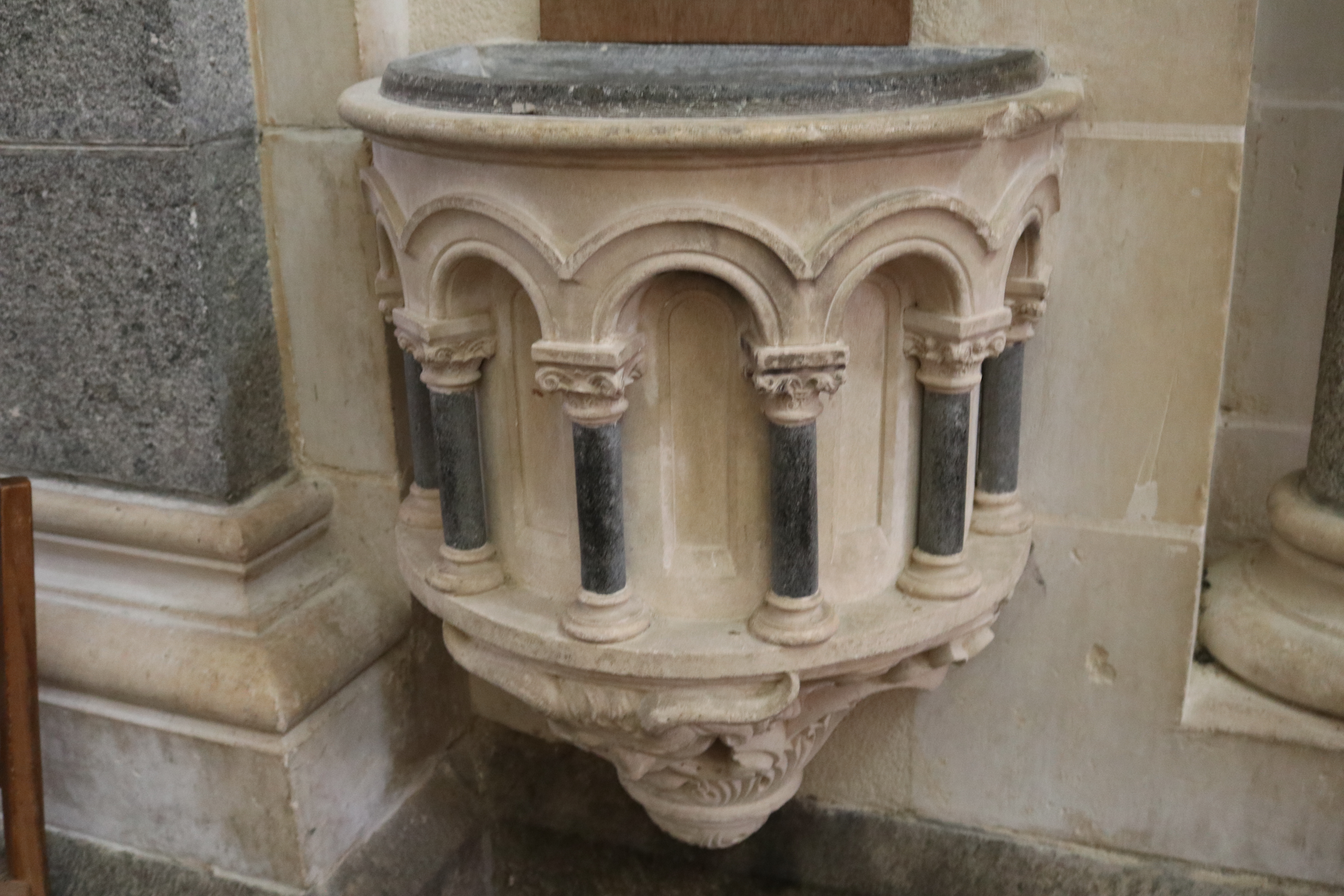
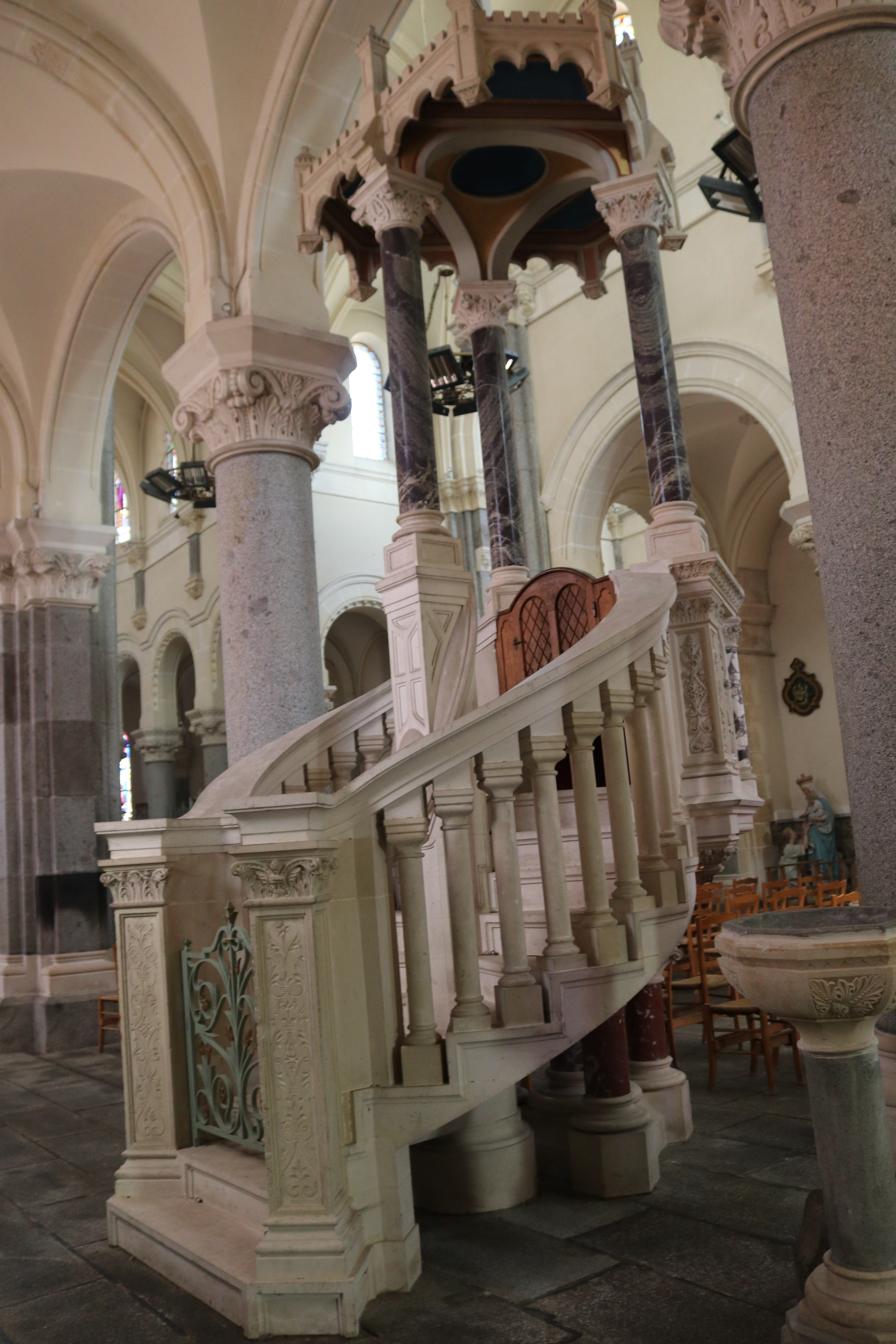
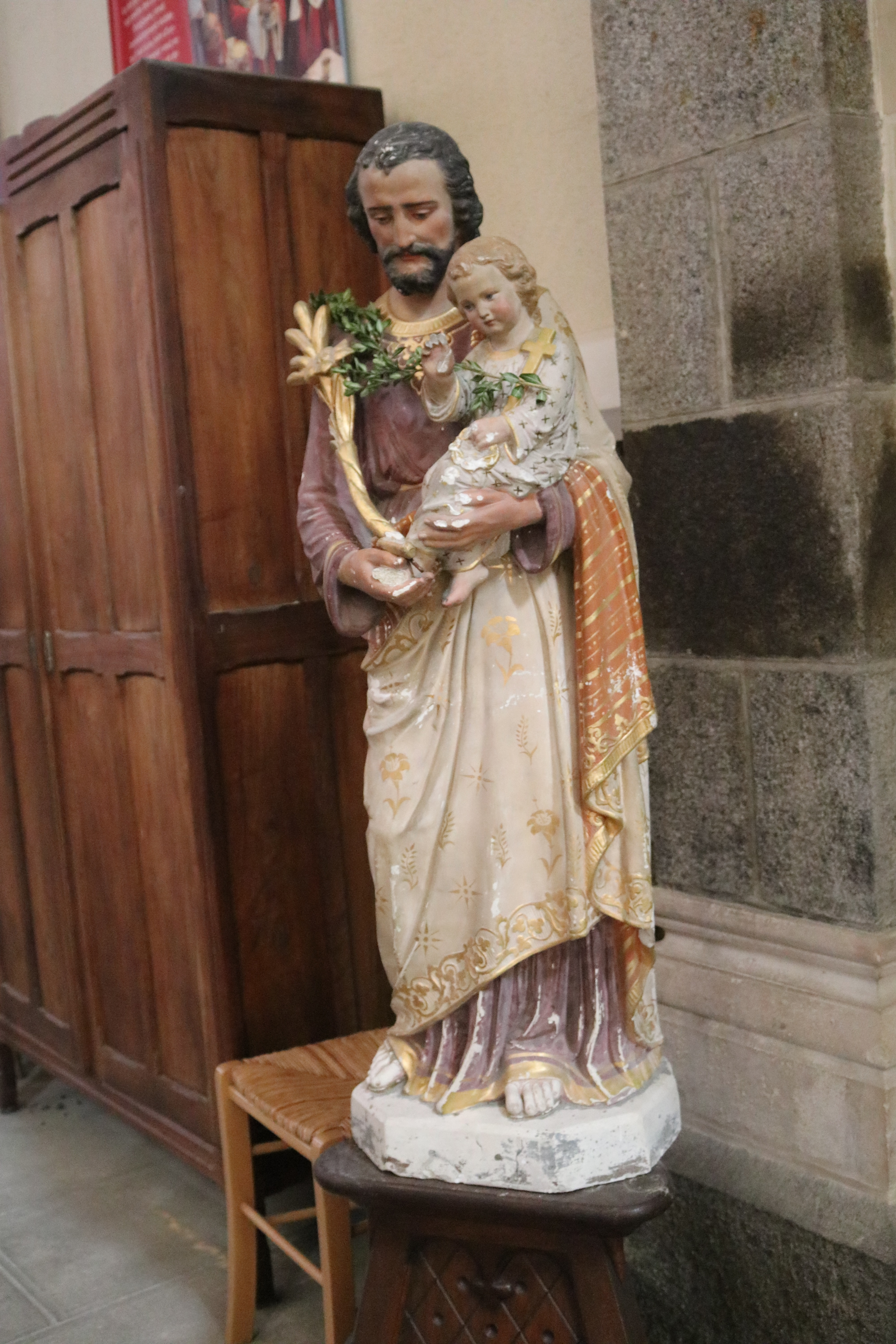
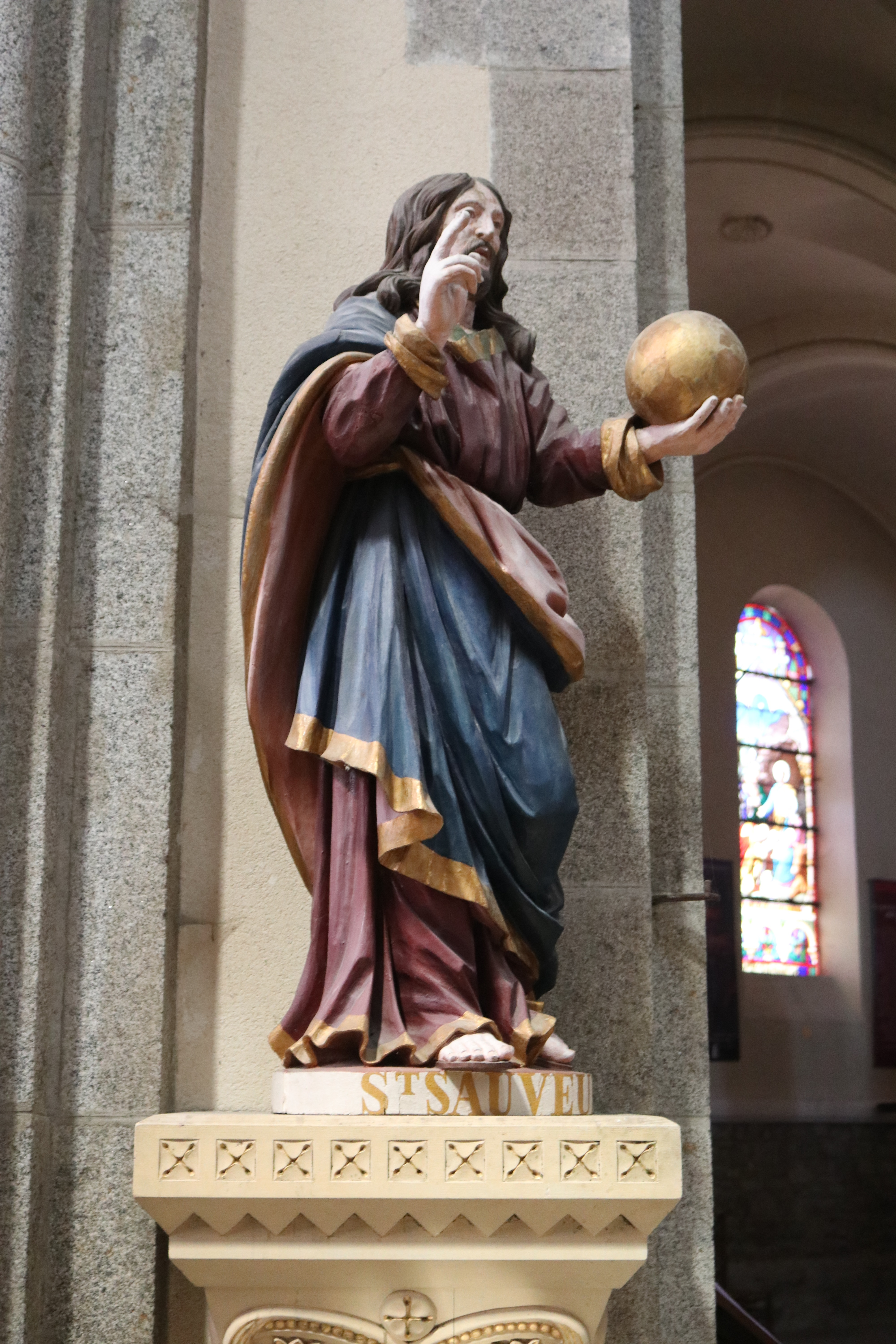
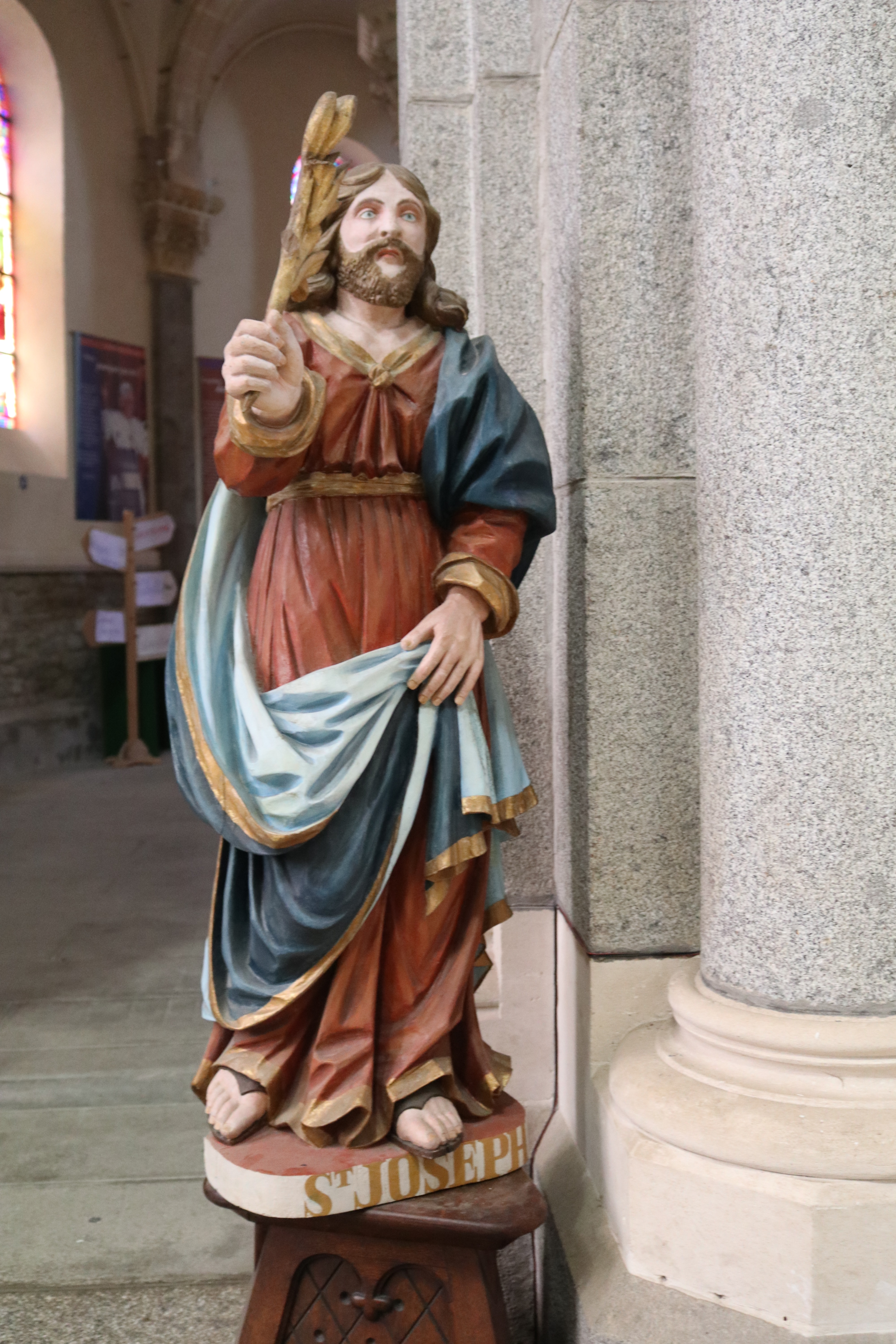